# Will Schuester
Will Schuester is een personage van de Amerikaanse televisieserie Glee van Fox Broadcasting Company, gespeeld door Matthew Morrison. Hij is een van de leden van de fictieve Glee Club en de feitelijk bestaande Glee Cast.

## Personage en verhaallijn
William Schuester 'Will' (Matthew Morrison) is getrouwd met de nogal egoïstische Terri (Jessalyn Gilsig). Terri is zijn jeugdliefde en zelfs na vele jaren huwelijk lijken ze nog erg gelukkig samen. Will is leraar Spaans op McKinley High School. Als de oude Glee Club-leraar wordt geschorst wegens ongewenste intimiteiten met een student, besluit Will de Glee Club over te nemen en nieuw leven in te blazen. Met de naam 'New Directions' hoopt hij net zoveel succes te hebben als met de Glee Club, waar hij in het begin van de jaren 90 aan deelnam en ook zoveel succes mee had. Will was zelf ook de underdog van de school en weet dan ook uit eigen ervaringen hoe hard het kan zijn. De Glee Club is echter al vele jaren allesbehalve 'cool' zoals in zijn tijd. Hij komt er al gauw achter hoeveel erger de huidige Glee Club-leden het hebben.
Het kost Will veel moeite om leden te krijgen voor 'New Directions'. Met slechts vijf leden, met allemaal zo hun eigen verhaal en problemen kunnen ze nooit deelnemen aan wedstrijden. 
Uit wanhoop en met een list weet hij footballquarterback Finn Hudson (Cory Monteith) zover te krijgen om deel te nemen. Maar hij ziet helaas niet meer leden komen en besluit het op te geven en voor accountant te gaan solliciteren. De vijf leden van New Directions weten hem echter te overtuigen als zij een performance doen waar hij geen nee tegen kan zeggen.
Later worden nog drie footballspelers en drie cheerleaders lid van de Glee Club.
Will loopt vooral steeds tegen één obstakel aan: Sue Silvester (Jane Lynch), de coach van de Cheerios-cheerleaders. Zij probeert op alle mogelijke manieren hem dwars te liggen en de Glee Club te gronde te richten. Zij weet drie cheerleaders zover te krijgen om zich bij de Glee Club te voegen. Ze wil op deze manier te weten komen wat er zoal gebeurt in de groep en bedenkt snode plannen om de groep van binnenuit te vernietigen. De hoofdcheerleader Quinn Fabray (Dianna Agron) krijgt echter zo haar eigen persoonlijke problemen en wordt verbannen van de Cheerios. Zowel Quinn als de andere twee cheerleaders, Santana Lopez (Naya Rivera) en Brittany Pierce (Heather Morris), beginnen de Glee Club als de leukste activiteit van de dag te zien, tot Wills genoegen en Sues ongenoegen. Santana en de niet zo slimme Brittany blijven fungeren als spionnen voor Sue als Quinn de Cheerios heeft verlaten.
De zachtaardige leerlingbegeleidster Emma Pilsbury (Jayma Mays) heeft vanaf dag één een oogje op Will. Hoewel ze goede vrienden zijn, krijgt ook Will speciale gevoelens voor haar en er ontstaat een reeks aan momenten waarin ze hun genegenheid voor elkaar kenbaar maken. Emma besluit echter te trouwen met de footballcoach Ken Tanaka (Patrick Gallagher), die eigenlijk helemaal niet bij haar past. Will blijft echter trouw aan Terri.
Will ziet de leden opfleuren en houdt zich dag en nacht bezig met de voorbereidingen op de Sectionals, tot ongenoegen van zijn vrouw Terri. Als Terri hem vertelt dat ze zwanger is, na lange tijd proberen, is Will erg opgetogen. Terri ontdekt echter bij de gynaecoloog dat zij niet zwanger is en enkel de symptomen heeft. Ze is radeloos en durft het Will niet te vertellen. Omdat ze hem niet wil kwetsen besluit ze te liegen. Ze houdt Will op afstand als het om de intieme momenten gaat, maar Will, die vooral veel bezig is met de Glee Club, merkt er eerst weinig van. Samen met Terri's zus besluit ze om de leugen in stand te houden en ze benaderen de zwangere Quinn Fabray om haar een aanbod te doen wat betreft de adoptie van haar kindje.
Will moet zich staande houden met Sue op de loer om de Glee Club weg te krijgen. Vele tegenslagen zoals het inhouden van de subsidies en Sue die samen met Will de Glee Club wil gaan leiden houden hem echter niet tegen om de Glee Club overeind te houden. Hij is als een vaderfiguur voor Finn die helemaal de weg kwijt is door het feit dat hij al met 16 jaar waarschijnlijk vader zal worden. Will krijgt ook nog te verduren dat Rachel Berry een oogje op hem heeft en probeert heel subtiel haar af te wijzen, zonder directe resultaat. Zijn gevoelens voor Emma worden ook sterker, maar hij houdt haar niet tegen als ze met tegenzin wil gaan trouwen met Ken Tanaka. Als Ken breekt met Emma, lijkt dit het ideale moment voor Will en Emma.
Als Will er vlak voor de Sectionals achter komt dat Terri niet zwanger is, breekt hij met haar. Hij is er kapot van, maar krijgt steun van Emma. Omdat de Glee Club-leden buiten de school een Glee-opdracht hebben uitgevoerd zonder toestemming, wordt Will verantwoordelijk gesteld en mag hij niet deelnemen aan de Sectionals. Emma valt echter voor hem in en gaat met de clubleden naar de Sectionals waar zij grandioos winnen! Zijn relatie met Emma lijkt eindelijk tot bloei te komen, maar door alle onzekerheden rondom Terri en omdat Emma nog maagd is besluiten beiden om te wachten tot betere tijden. Emma vindt echter een nieuwe liefde en Will heeft tussendoor een onderonsje met de coach van Vocal Adrenaline, Shelby Corcoran (Idina Menzel).